# Blago Zadro
Blago Zadro (Donji Mamići, Ledinac kraj Gruda, 31. ožujka 1944. – Vukovar, 16. listopada 1991.), jedan je od najvećih heroja Domovinskoga rata. Posmrtno je promaknut u čin general bojnika.

## Životopis
Blago Zadro rođen je u Bosni i Hercegovini, u Donjim Mamićima - Ledincu kraj Gruda 1944. godine. Kao desetogodišnjak doselio se iz rodne Hercegovine zajedno s obitelji u Borovo Naselje, gdje je završio školu, zaposlio se u tvornici "Borovo" i zasnovao obitelj. Početkom demokratskih promjena aktivno se uključio u politički život toga kraja te je bio jednim od osnivača HDZ-a u Vukovaru i istočnoj Slavoniji. Postao je prvi dopredsjednik HDZ-a u Vukovaru te predsjednik ogranka HDZ-a u Borovu Naselju.
Sredinom lipnja 1990. godine Zadro je, zajedno s Tomislavom Merčepom, odigrao ključnu ulogu u tzv. "junskom štrajku" u kombinatu "Borovo". Nekoliko dana nakon izbijanja štrajka 18. lipnja 1990., Zadro i Merčep uspjeli su preuzeti kontrolu nad štrajkaškim odborom i Vladi RH uputiti zahtjev za hitnom smjenom tadašnjeg generalnog direktora "Borova", Zdravka Egića. U toku ovog štrajka došlo je do prvih podjela borovskih radnika po nacionalnim linijama, pri čemu su Hrvati uglavnom podržavali obustavu rada, a Srbi dobrim dijelom nastavili ići na posao. Takvoj je situaciji pridonijelo i pisanje srbijanskih medija koji su optuživali štrajkaški odbor za iznošenje šovinističkih izjava, što je tvornički tisak "Borova" proglasio falsifikatom. Uprava kombinata štrajk je od početka nazivala "političkim", čemu je vjerojatno pripomoglo i javno istupanje Zadre i Merčepa kao članova HDZ-a te onemogućavanje obraćanja tadašnjeg gradonačelnika Vukovara, Slavka Dokmanovića (SKH-SDP), okupljenim radnicima.
Tijekom 1990. godine aktivno se uključio u organiziranje obrane pred nastupajućom velikosrpskom agresijom. Po izbijanju Bitke za Vukovar zbog svojih izuzetnih organizacijskih sposobnosti i hrabrosti preuzima zapovijedanje obranom čitavog Borova Naselja. Iako nije bio vojno školovan, kao zapovjednik 3. bojne 204. vukovarske brigade pokazao se izvrsnim organizatorom obrane grada Vukovara u Borovu Naselju. Pod njegovim vodstvom na Trpinjskoj cesti, koja je zbog toga i prozvana "Groblje tenkova", zaustavljena je oklopna sila JNA i uništeno na desetke tenkova i oklopnih transportera.
Poginuo je 16. listopada 1991. godine blizu Trpinjske ceste, u Kupskoj ulici nedaleko od željezničke pruge, nakon što je pogođen rafalom iz puškostrojnice dok je vodio svoje suborce u akciju.
Tijelo Blage Zadre suborci su izvukli tek nakon žestoke paljbe po neprijateljskim položajima. Potom su ga odmah stavili na nosila i odnijeli u stožer Hrvatske vojske. Nakon toga Zadrino je tijelo prebačeno u vukovarsku bolnicu gdje je dr. Juraj Njavro utvrdio njegovu smrt. Bio je pokopan u lijesu označenom brojem za koji je znalo samo četvero suboraca.
Od trojice sinova dvojica starijih također su se uključili u obranu. Najstariji, Robert (1969.), 10. travnja 1992. godine poginuo je u borbama kod Kupresa, upavši sa suborcima u tenkovsku zamku. Kasnije je kod Kupresa podignut spomenik "petorici Vukovaraca".
Blago Zadro pokopan je na vukovarskom Novom groblju 16. listopada 1998. godine. Nakon što su njegovi posmrtni ostatci ekshumirani u ljeto 1998. godine zajedno s 937 žrtava iz masovne grobnice na vukovarskome Novom groblju. Njegov sin Robert godinu dana poslije identificiran je iz zajedničke grobnice u Zagrebu nakon što je godinama njegova sudbina bila nepoznata. 
Otac i sin Zadro počivaju na vukovarskom Memorijalnom groblju žrtava iz Domovinskog rata, u Aleji hrvatskih branitelja.

## Dužnosti
- 1991. – predsjednik MZ "Bratstvo i jedinstvo"
- 1991. – zapovjednik obrane Borovog Naselja
- 1991. – zapovjednik 3. bojne 204. brigade HV za Borovo Naselje i Trpinjsku cestu

### Činovi
- general bojnik, posmrtno

## Naslijeđe i spomen
- Ime Blage Zadre nosi Zapovjedno stožerna škola Ministarstva obrane RH, osnovna škola u Borovu Naselju, te ulice u Grudama, Splitu i Zagrebu.[4] Replika njegovoga poprsja nalazi se u Vukovaru, a izvornik se nalazi u njegovom rodnom Ledincu.

Zbog svoje uloge u Domovinskom ratu, herojske pogibije i velike karizme koju je stekao još za vrijeme bitke za Vukovar, po završetku Domovinskog rata postao je jedna od najvećih i najpoštovanijih ikona hrvatskog rata za neovisnost.

O njegovoj hrabrosti i odvažnosti svjedočio je suborac Dragan Luketić:
Njegova žena Katica rekla je kako je bio pažljiv, dobar i odan suprug te brižan otac djeci s kojom je gledao crtiće, igrao se, šalio, a "djeca su ga naprosto obožavala".
- 2011.: Posmrtno je nagrađen nagradom za životno djelo za iznimnu hrabrost i život položen u obrani Vukovara 1991. godine.[10]
- 2019.: Posmrtno je proglašen počasnim građaninom Grada Zagreba.[11]